# Luis de Oteyza
Luis de Oteyza (Zafra, 30 de junio de 1883-Caracas, 11 de marzo de 1961) fue un periodista, escritor y poeta del modernismo español. Instalado en América tras el estallido de la guerra civil, terminó residiendo en Venezuela.

## Biografía
Nació el 30 de junio de 1883 en Zafra, en la provincia de Badajoz. Es un poeta intimista adscrito al modernismo español. Escribió su obra poética en su juventud.
Practicó un periodismo combativo que le hizo famoso y polémico. En 1904, pasó a dirigir Madrid Cómico. Colaboró en numerosas publicaciones periódicas, El Globo, La Nación, Nuevo Mundo, Heraldo de Madrid y El Liberal. En la ciudad condal fue redactor de El Liberal, diario que posteriormente dirigió entre 1912 y 1914.
Primer director del periódico La Libertad, fundado en 1919. Con él colaboraron Antonio de Lezama, Antonio Zozaya, Eduardo Ortega y Gasset, Luis de Zulueta, Augusto Barcia, Pedro de Répide, Manuel Machado y Luis Salado entre otros.
Enviado por su periódico a Marruecos para entrevistarse con Abd el-Krim publicó un conjunto de artículos de gran interés periodístico e histórico titulados "En el campo enemigo" sobre el caudillo del Rif, en agosto de 1922.
Pionero de la radiodifusión en España, fue presidente de la Asociación de Radioaficionados de España (ARE) y fundó una de las primeras emisoras de radio que emitieron en Madrid. Fue en 1921, cuando dirigía el periódico, cuando fundó Radio Libertad.
Hizo propaganda por la proclamación de la República española, aunque más tarde se acercaría ideológicamente a la dictadura franquista. En 1933 fue nombrado embajador en Caracas. 
Al estallar la guerra civil española, partió a América, primero Cuba, para más tarde, desde 1943, residir en Venezuela. Viajero incansable, escribió numerosas novelas de aventuras, ambientadas en los lugares exóticos que había visitado, muy populares en los años veinte y treinta.

## Obras

### Poesía
- Flores de Almendro, 1903.
- Brumas, 1905.
- Baladas, 1908
- Versos de los veinte años. 1923
- Luis de Oteyza, sus mejores versos, 1929

### Novela y ensayo
- Calabazas: politiquillos, escribidores, criticastros, pintamonas… 1904
- En tal día: efemérides históricas, 1915
- Galería de obras famosas, 1916
- Las mujeres de la literatura, 1917
- Anécdotas picantes, 1918
- Frases históricas, 1918
- Animales célebres, 1919
- En tal día: efemérides humorísticas, 1919
- Abd-el-Krim y los prisioneros, 1924
- La edificante aventura de Garín, 1927
- De España a Japón. Itinerario impresionista, 1927
- Una aventura de viaje: novela, 1928
- El pícaro mundo. Cuentos de diversos países, 1928
- Al Senegal en avión: reportaje aéreo. 1928
- ¡Viva el rey!, 1929
- Los dioses que se fueron. Mitología, 1929
- El tapiz mágico: reportajes mundiales, 1929
- El hombre que tuvo harén, 1931
- El diablo blanco, 1932
- Río revuelto, 1932
- El tesoro de Cuauahtémoc, 1930
- Anticípolis, 1931
- López de Ayala, o el figurón político-literario, 1932
- La tierra es redonda, 1933
- La historia en anécdotas, 1957